# Saki
Saki (in russo Саки?; in ucraino Саки?, Saky; in tataro Saq) è una città della Crimea. Contava 24.285 abitanti nel 2021.

## Geografia fisica
Saki è situata sul litorale occidentale della penisola di Crimea, a sud est di Eupatoria ed a nord ovest di Sinferopoli.
Dista 19 km in linea d'aria da Eupatoria e 22 km di strada, la città della Crimea più vicina, mentre è lontana 45 km in linea d'aria da Sinferopoli, la capitale della Repubblica di Crimea, e 49 km di strada.

## Storia
L'origine esatta dell'attuale città di Saki è sconosciuta. Ai tempi del Canato di Crimea, essa era soltanto un piccolo villaggio. Nel 1805, Saki aveva meno di 400 abitanti, dei quali più del 95 percento erano tatari di Crimea. Nel 1827, fu costruita la prima stazione termale di fangoterapia e dieci anni più tardi venne realizzata anche una dipendenza locale dell'ospedale militare di Sinferopoli.
Durante la guerra di Crimea, le forze alleate sbarcarono vicino a Saki, tra i laghi Sakskim e Kyzyl-Yar, ed assediarono Sebastopoli. All'inizio del mese di febbraio 1855, le truppe del generale Stepan Aleksandrovič Chrulëv si concentrarono a Saki prima d'attaccare il nemico nelle fortificazioni di Eupatoria. Il villaggio fu completamente distrutto dal bombardamento.
Dopo la guerra di Crimea, nel corso della seconda ondata d'emigrazione dei tatari crimeani, la popolazione tatara di Saki abbandonò il villaggio in rovina. Nel 1858, degli immigranti provenienti dalla regione di Poltava vi si stabilirono, seguiti un po' più tardi dai greci di Costantinopoli.
Nel febbraio 1945, le delegazioni britannica ed statunitense alla conferenza di Jalta atterrarono nel campo aereo di Saki, da dove raggiunsero la città di Jalta a 110 Km di distanza, posta sulla costa meridionale della Crimea, attraverso strade di montagna lungo le quali soldati sovietici in armi erano posizionati ad ogni cinquanta metri gli uni dagli altri. Oggigiorno è un'importante base aerea.

## Geografia antropica

### Suddivisioni amministrative
La città di Saki è capoluogo del comune e del distretto omonimo.

## Società

### Evoluzione demografica
Dal 1805 ad oggi le dinamiche demografiche della città di Saki si sono intersecate strettamente con gli eventi storici contemporanei della penisola di Crimea.

## Popolazione
Composizione etnica dei cittadini residenti a Saki secondo il censimento del 2001:
| Nazionalità       | Numero abitanti | Dati percentuali |
| Russi             | 18.573          | 65,1             |
| Ucraini           | 6.938           | 24,3             |
| Tartari di Crimea | 1.646           | 5,8              |
| Bielorussi        | 527             | 1,8              |
| Armeni            | 130             | 0,5              |
| Tatari            | 118             | 0,4              |
| Ebrei             | 68              | 0,2              |
| Rom               | 67              | 0,2              |
| Polacchi          | 51              | 0,2              |
| Tedeschi          | 49              | 0,2              |

### Evoluzione della popolazione
- Nel 1805 erano presenti a Saki soltanto 396 persone: 378 tatari di Crimea, 16 rom, 2 turchi.
- Nel 1926 - 2.450 persone: 1.792 russi, 327 ucraini, 112 tatari di Crimea, 52 armeni, 48 ebrei, 14 tedeschi, 12 estoni.
- Nel 1939 - 7.786 persone.
- Nel 1971 - 25.800 persone.
- Nel 1989 - 33.690 persone, il massimo della popolazione della città di Saki.
- Nel 2001 - 28.522 persone.
- Nel 2006 - 26.400 persone: il 66% russi, il 25% ucraini, il 6,5% dei tatari di Crimea, 2% bielorussi, così come piccole percentuali di armeni, greci, ebrei e polacchi, nonché krymchak e caraiti (due comunità turco-ebraiche).
- Nel 2009 - 24.765 persone[5].
- Nel 2010 - 24.580 persone[6].
- Nel 2011 - 24.323 persone[6].
- Nel 2012 - 23.741 persone[7].
- Nel 2014 - 23 400 persone[8].

Secondo il censimento del 2001, alla popolazione della città hanno partecipato i seguenti gruppi etnici: russi - 65,1%; ucraini - 24,3%; tatari di Crimea - 5,8%; bielorussi - 1,8%; pali - 0,2%; moldavi - 0,2%.